# Love Addicts
Love Addicts ist eine deutsche Fernsehserie mit Malaya Stern Takeda, Magdalena Laubisch, Dimitri Abold, Anselm Bresgott, Annette Frier und Dana Herfurth. Regie führten Arabella Bartsch und Janosch Chávez-Kreft, als Headautorin fungierte Julia Drache. Auf Amazons Prime Video wurde die Serie am 30. November 2022 veröffentlicht.

## Handlung
Nele, Zoé, Ben und Dennis bilden eine Selbsthilfegruppe, die dort über ihre Liebesleben mit der Therapeutin Anja sprechen. Die Probleme der vier Hamburger Mittzwanziger könnten verschiedener kaum sein. Aber eines haben sie alle gemeinsam: ihnen fällt die Sache mit der Liebe schwer.
Dennis kann sich nicht von seiner exzentrischen und besitzergreifenden Freundin trennen. Nele hingegen sucht ihren Traummann und scheitert dabei an viel zu hohen Erwartungen.
Ben ist nicht in der Lage Gefühle zuzulassen und erscheint somit beziehungsunfähig. Zoé verzichtet hingegen ganz auf Gefühle und definiert ihre Beziehungen nur über Sex.

## Rezeption
Arabella Wintermayr schreibt in der Berliner Zeitung, dass die Serie an dem Anspruch, die Antwort auf die britische Netflix-Serie Sex Education sein zu wollen, auf ganzer Linie scheitert. Die Geschichten der vier Protagonisten wirkten zu konstruiert und folglich zu vorhersehbar. Wodurch die Serie dann doch hervorsteche, ist ein überaus stylischer Look und die gekonnte Inszenierung durch die beiden Regisseure Arabella Bartsch und Janosch Chávez-Kreft.